# Gila County
Gila County är ett county och ligger i centrala delen av delstaten Arizona i USA.  Enligt folkräkningen år 2010 var countyts folkmängd 53 597. Den administrativa huvudorten (county seat) är Globe. 
Tonto nationalmonument ligger i countyt. 

## Geografi
Enligt United States Census Bureau har countyt en total area på 12 421 km². 12 348 km² av den arean är land och 73 km² är vatten. 

### Angränsande countyn
- Yavapai County, Arizona - nordväst
- Maricopa County, Arizona - väst
- Pinal County, Arizona - syd
- Graham County, Arizona - sydöst
- Navajo County, Arizona - öst, nordöst
- Coconino County, Arizona - nord

## Orter

Städer med kommunalt självstyre och mindre orter i Gila County. Även gränser för indianreservat visas.

### Större stad (City)
- Globe (huvudort)

### Mindre städer (Towns)
Småstäder med kommunalt självstyre.
- Hayden (delvis i Pinal County)
- Miami
- Payson
- Star Valley
- Winkelman (delvis i Pinal County)

### Census-designated places
Census-designated places är i allmänhet mindre orter som saknar kommunalt självstyre.

- Bear Flat
- Beaver Valley
- Canyon Day
- Carrizo
- Cedar Creek
- Central Heights-Midland City
- Christopher Creek
- Claypool
- Copper Hill
- Cutter
- Deer Creek
- Dripping Springs
- East Globe
- East Verde Estates
- El Capitan
- Flowing Springs
- Freedom Acres
- Geronimo Estates
- Gisela
- Haigler Creek
- Hunter Creek
- Icehouse Canyon
- Jakes Corner
- Kohls Ranch
- Mead Ranch
- Mesa del Caballo
- Oxbow Estates
- Peridot
- Pinal
- Pine
- Rock House
- Roosevelt
- Round Valley
- Rye
- San Carlos
- Six Shooter Canyon
- Strawberry
- Tonto Basin
- Tonto Village
- Top-of-the-World
- Washington Park
- Wheatfields
- Whispering Pines
- Young

### Övriga mindre orter
- Coffeepot
- Dagger
- Inspiration
- Punkin Center